# Zbegu
Zbegu románul: Zbegu, falu Romániában, a Bánságban, Krassó-Szörény megyében.

## Fekvése
Somosréve(Cornereva) mellett fekvő település.

## Története
Zbegu románul: Zbegu korábban Somosréve(Cornereva) része volt. 1956-ban
vált külön településsé 203 lakossal.
1966-ban 184, 1977-ben 181, 1992-ben 193, a 2002-es népszámláláskor pedig 172 román lakosa volt.